# 自行车旅行

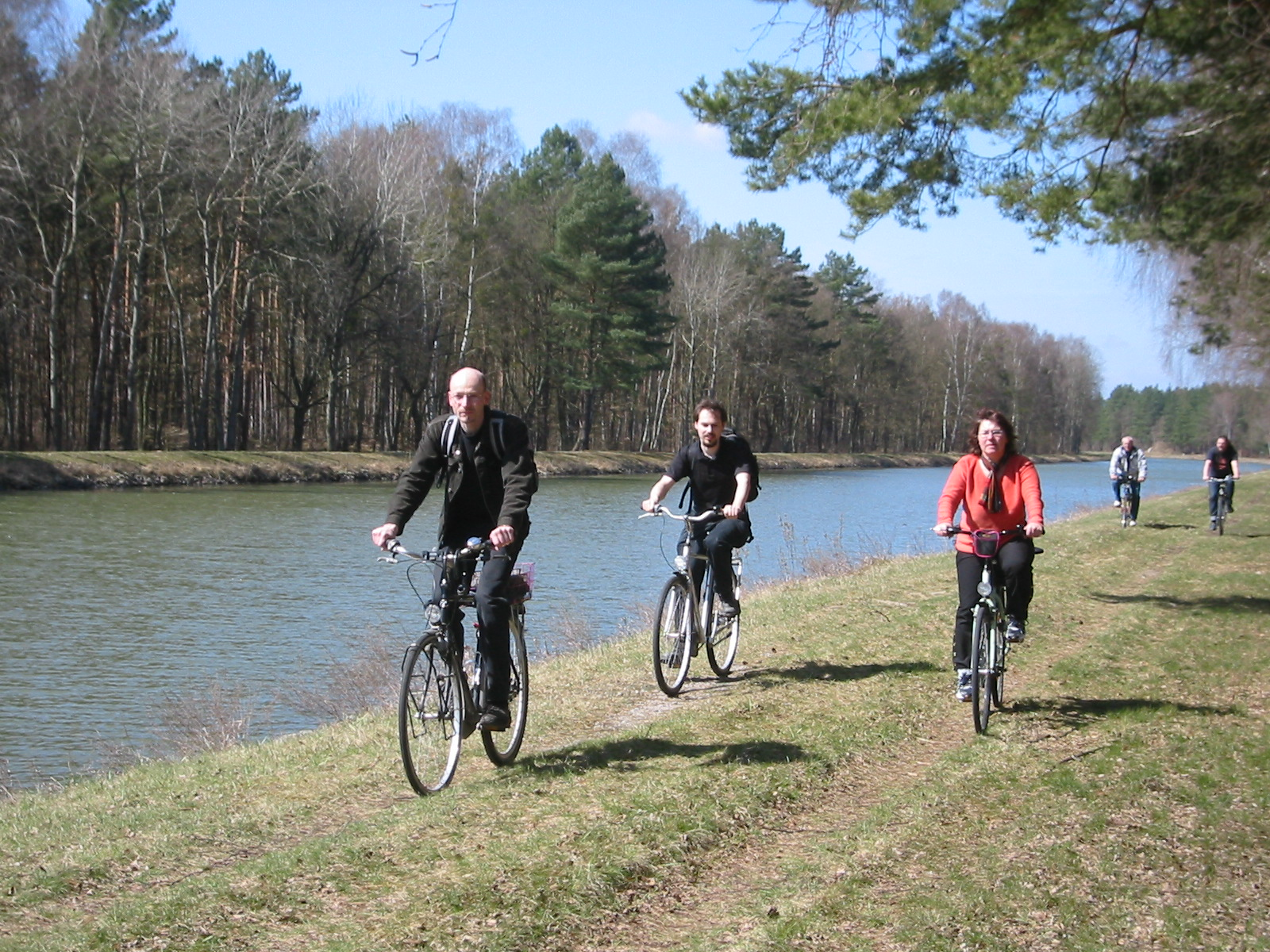
自行车近郊旅行

自行车旅行指以騎自行车作為主要代步方式的旅行，是近年来兴起的一种运动类旅行。其特點是運動量大、環保，但是出行速度不如机动车迅速。自行車旅行適合注重旅行沿途風景，而非目的城市的旅客。
由於移動速度慢、彈性大，亦成為喜歡「慢遊」的旅行方式之一，便利旅遊體驗。因應此旅行旅遊方式興盛，以此為主的旅遊景點，常會設置自行車步道。

## 分类
騎行距離可以有很大的差異。根據體能、速度和停靠次數，騎乘者通常每天騎行50至150公里（31至93英里）。幾天的短途騎行可能只有200公里（120英里），而長途騎行可能橫跨一個國家或環遊世界。自行車旅行有很多不同的類型：

### 輕裝旅行
輕裝旅行，俗稱刷卡旅行（credit-card touring），騎行者攜帶少量裝備和大量現金。住宿會選擇青年旅館、飯店或民宿。食物則在咖啡廳、餐廳或超級市場購買。

### 全裝備騎行

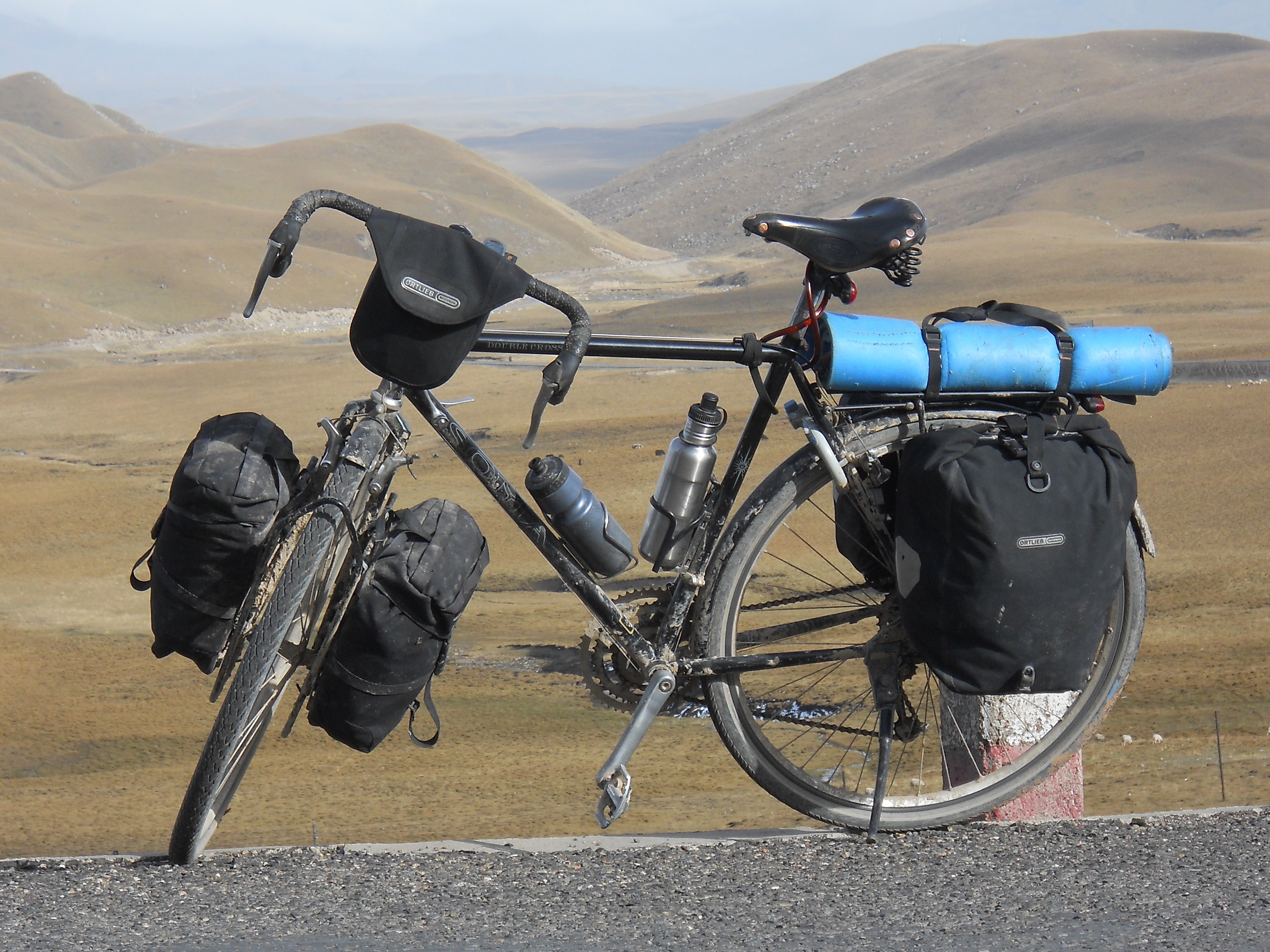
綁定在車架上的裝備

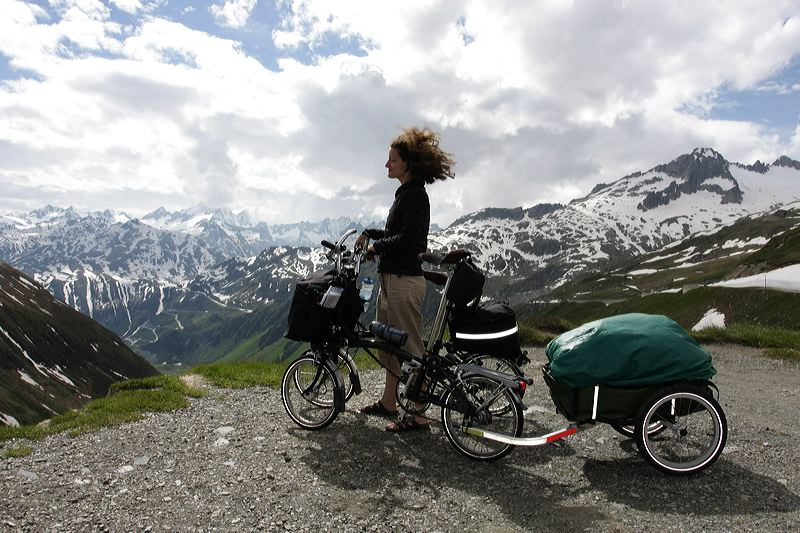
拖行在自行車後的拖車

騎行者會攜帶所有必需品，包括食物、炊具和露營帳篷，並將之綁定在車架上。由於負重會為騎乘者的體力帶來負擔，所以普遍都只會帶基本補給和盡量輕便的裝備，但是亦會有人選擇拖拉一個拖車在自行車後方以放置更多裝備。

### 支援騎行
騎行者後方有一輛輕型客貨車緊隨，車輛載有大部分裝備。這可以由騎行團體或商業旅遊公司獨立組織。這些公司出售有導遊的旅行，包括預訂住宿、行李托運、路線規劃，通常還提供餐飲和自行車租賃。

### 一日遊
這些騎行活動在團體規模、長度、目的和支援方式上差異很大。它可能涉及單人騎行、團體騎行，或數百人甚至數千人的大型有組織的騎行。騎行長度從幾英里到100英里（160公里）甚至更長的百英里騎行不等。其目的可能包括騎行娛樂或健身，也可能是為了慈善機構籌款。

## 常见路线

### 中国大陆

#### 西藏
在中国大陆，很多自行车爱好者都喜欢骑行至西藏，最佳骑行时间为每年的7月—9月。其中以318国道成都至拉萨（俗称川藏南线）的人数最为众多，这一现象导致部分媒体称“骑行318”是新四大俗（城里开咖啡馆、辞职去西藏、丽江开客栈、骑行318）之一。

#### 环青海湖
青海湖是中国大陆骑行热门地点之一，每年的环青海湖国际公路自行车赛令此条线路更具知名，最佳骑行时间为每年的7月—8月。常规路线是以青海省西海镇为起点，顺时针骑行一圈约360km。

#### 环千岛湖
千岛湖骑行绿道，全长138km。

### 台湾

#### 环台湾岛
环台湾岛最佳骑行时间为每年的3月—6月，常规路线约1000km。

## 外部連結
- （页面存档备份，存于） 一人一狗环球骑行:[波斯(伊朗)篇]--(23个国家1年的苦旅：两万五千里的磨练)
- 日本單車旅行的最佳目的地
- 探索全球最適合單車遊的城市
- 騎行香港攻略